# Emmesomyia nigrithorax
Emmesomyia nigrithorax este o specie de muște din genul Emmesomyia, familia Anthomyiidae. A fost descrisă pentru prima dată de Malloch în anul 1929. Conform Catalogue of Life specia Emmesomyia nigrithorax nu are subspecii cunoscute.